# Rassemblement populaire pour le progrès
De Rassemblement pour le progrès (Arabisch: التجمع الشعبي من أجل التقدم; Nederlands: Volksvergadering voor de Vooruitgang, RPP) is de belangrijkste politieke partij in Djibouti. De partij is sinds haar oprichting in 1977 ononderbroken aan de macht, eerst als enige toegestane partij (de facto 1979-1981, de jure 1981-1992) en daarna (vanaf 1992) als onderdeel van verschillende door de RPP gedomineerde coalities. De RPP wordt vooral gesteund door de Issa-clan.
De RPP werd op 4 maart 1979 opgericht door Hassan Gouled Aptidon, de eerste president (1977-1999) van Djibouti. De partij werd daarmee de opvolger van de Rassemblement populaire pour l'indépendance (RPI). In december van dat jaar verbood Gouled Aptidon de voornaamste oppositiepartijen en werd de RPP in praktijk de enige partij van het land. In 1981 werd Djibouti daadwerkelijk een eenpartijstaat met de RPP als enige legale partij. In 1991 brak er een burgeroorlog uit tussen de regering en de door de Afar gesteunde Front pour la restauration de l'unité et la démocratie (FRUD). President Gouled Aptidon besloot zijn bewind enigszins te liberaliseren door naast de RPP nog drie partijen toe te laten. Bij de verkiezingen van 1992 behield de partij echter alle zetels in de 65 zetels tellende Nationale Vergadering. In 1994 kwam er een einde aan de burgeroorlog en wist president Gouled Aptidon de gematigde vleugel van het FRUD te bewegen om in 1997 een gezamenlijke lijst te vormen met de RPP. De lijstverbinding RPP-FRUD won bij de verkiezingen van 1997 alle 65 zetels. 
In 1999 maakte Gouled Aptidon als president van Djibouti en partijleider van de RPP plaats voor zijn neef Ismaïl Omar Guelleh. In 2003 wijzigde Guelleh de kieswet zodat de limiet op vier partijen werd opgeheven. Sindsdien kent Djibouti formeel een meerpartijenstelsel. RPP en FRUD vormen sindsdien de kern van de Union pour la majorité présidentielle (UMP), een coalitie van regeringsgetrouwe partijen. Pas bij de verkiezingen van 2013 deed voor het eerst de oppositie zijn intrede in het parlement.
Het partijbestuur van de RPP bestaat uit een 127-koppig centraal comité en een uit 17 personen bestaand politiek bureau. Formeel is de partij socialistisch.

## Zetelverdeling
| Zetelverdeling | Zetelverdeling                   | Zetelverdeling | Zetelverdeling |
| Jaar           | %                                | Zetels         | Totaal         |
| -------------- | -------------------------------- | -------------- | -------------- |
| 1977 (als RPI) | 65,8                             | 65             | 65             |
| 1982           | 100                              | 65             | 65             |
| 1987           | 100                              | 65             | 65             |
| 1992           | 74,59                            | 65             | 65             |
| 1997           | 78,56                            | 65             | 65             |
| 2003           | 62,63 (als onderdeel van de UMP) | 65             | 65             |
| 2008           | 94,06 (als onderdeel van de UMP) | 65             | 65             |
| 2013           | 61,5 (als onderdeel van de UMP)  | 55             | 65             |
| 2018           | 87,83 (als onderdeel van de UMP) | 57             | 65             |